# Bağlı, Uludere
Bağlı là một xã thuộc huyện Uludere, tỉnh Şırnak, Thổ Nhĩ Kỳ. Dân số thời điểm năm 2011 là 142 người.